# Predsednik vlade Litve
Predsednik vlade Litve (litovsko Ministras Pirmininkas) je vodja litovske vlade, imenuje pa ga predsednik s soglasjem litovskega parlamenta Seimas. Današnja funkcija predsednika vlade je bila ustanovljen leta 1990, ko je Litva razglasila svojo neodvisnost.
V preteklosti se je naslov predsednik vlade uporabljal tudi med letoma 1918 in 1940. To je bilo v času prvotne Republike Litve, ki je obstajala od razpada ruskega imperija do priključitve države Sovjetski zvezi.

## Litovska sovjetska socialistična republika (1940–1990)
Predsednik sveta ljudskih komisarjev litovske SSR
- Mečislovas Gedvilas (25. avgusta 1940 - 2. aprila 1946) (v izgnanstvu v ruski SFSR 1941–1944)

Predsedniki Sveta ministrov Litovske SSR
- Mečislovas Gedvilas (2. april 1946 - 16. januar 1956)
- Motiejus Šumauskas (16. januar 1956 - 14. april 1967)
- Juozas Maniušis (14. april 1967 - 16. januar 1981)
- Ringaudas Songaila (16. januar 1981 - 18. november 1985)
- Vytautas Sakalauskas (18. november 1985 - 17. marec 1990)

## Začasna vlada Litve (1941)
Vršilec dolžnosti predsednika začasne vlade
- Juozas Ambrazevičius (23. junij 1941 - 5. avgust 1941)

## Republika Litva (1990 – danes)
Od 11. marca 1990 po sprejetju zakona o ponovni vzpostavitvi Litve .
| #   | Ime                               | Mandat            | Mandat            |
| --- | --------------------------------- | ----------------- | ----------------- |
| 1.  | Kazimira Prunskienė (1943–)       | 17. marec 1990    | 10. januar 1991   |
| 2.  | Albertas Šimėnas (1950–)          | 10. januar 1991   | 13. januar 1991   |
| 3.  | Gediminas Vagnorius (1957–)       | 13. januar 1991   | 21. januar 1992   |
| 4.  | Aleksandras Abišala (1955–)       | 21. januar 1992   | 26. januar 1992   |
| 5.  | Bronislovas Lubys (1938–2011)     | 27. januar 1992   | 10. marec 1993    |
| 6.  | Adolfas Šleževičius (1948–)       | 10. marec 1993    | 8. februar 1996   |
| 7.  | Laurynas Stankevičius (1935–2017) | 23. februar 1996  | 19. november 1996 |
| 8.  | Gediminas Vagnorius (1957–)       | 4. december 1996  | 3. maj 1999       |
| 9.  | Rolandas Paksas (1956–)           | 1. junij 1999     | 27. oktober 1999  |
| 10. | Andrius Kubilius (1956–)          | 3. november 1999  | 19. oktober 2000  |
| 11. | Rolandas Paksas (1956–)           | 27. oktober 2000  | 20. junij 2001    |
| 12. | Algirdas Brazauskas (1932–2010)   | 4. julij 2001     | 15. november 2004 |
| 12. | Algirdas Brazauskas (1932–2010)   | 29. november 2004 | 1. junij 2006     |
| 13. | Gediminas Kirkilas (1951–)        | 6. julij 2006     | 17. november 2008 |
| 14. | Andrius Kubilius (1956–)          | 28. november 2008 | 16. november 2012 |
| 15. | Algirdas Butkevičius (1958–)      | 26. november 2012 | 22. november 2016 |
| 16. | Saulius Skvernelis (1970–)        | 22. november 2016 | 11. december 2020 |
| 17. | Ingrida Šimonytė (1974–)          | 11. november 2020 | 12. december 2024 |
|     | Gintautas Paluckas (1979–)        | 12. december 2024 |                   |